# Parachernes meinertii
Parachernes meinertii es una especie de arácnido del orden Pseudoscorpionida de la familia Chernetidae.

## Distribución geográfica
Se encuentra en Brasil y Venezuela.